# アエテルニタス (小惑星)
アエテルニタス または エテルニタス (446 Aeternitas) は主小惑星帯に位置する小惑星。1899年10月27日、マックス・ヴォルフとアルノルト・シュヴァスマンがハイデルベルクで発見した。
ローマ神話の永遠を表す女神、アエテルニタスに因んで名付けられた。